# 生態社會主義
生態社會主義、綠色社會主義或社會主義生態學是一種結合馬克思主義、社會主義、綠色政治、生態學以及另類全球化運動的意識形態。生態社會主義者大致上相信，資本主義制度通過全球化和帝國主義，在壓迫人民的國家和跨國體制的監督下於全球擴張，是造成社會排斥、貧窮、戰爭以及環境退化的原因。
生態社會主義者提倡瓦解資本主義和國家制度，主張生產手段由自主組織起來的生產者共同擁有，並且恢復公有地。